# Трёхкоординатная радиолокационная станция

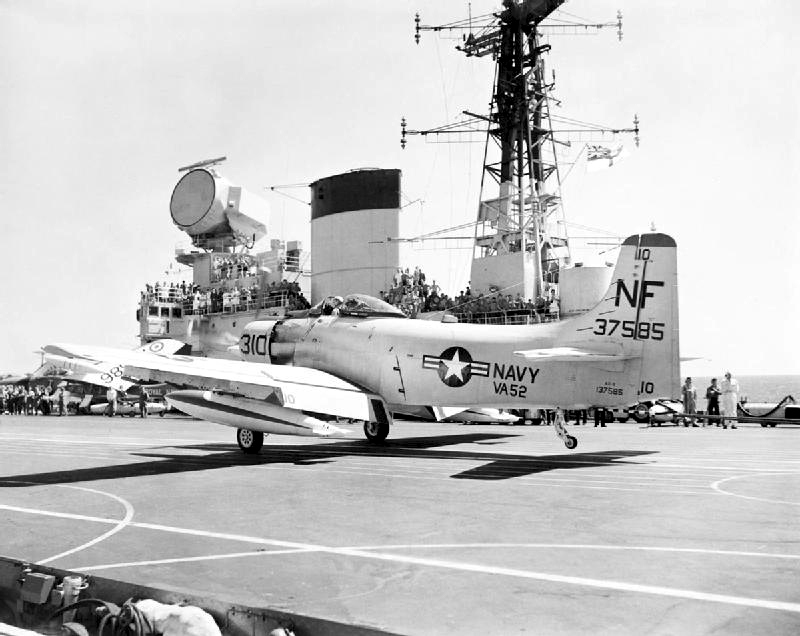
РЛС Type 984 на авианосце «Викториэс», 1961 год

Трехкоординатная РЛС (3D-РЛС, 3D-радар) — радиотехническая система, обеспечивающая радиолокационное определение трёх координат цели — дальности, азимута и угла места, в отличие от двухкоординатных РЛС (2D-радаров), которые определяют только первые две величины. Применяются для обнаружения и сопровождения целей в системах противовоздушной обороны, обзора воздушного пространства, мониторинга погоды.
До появления одноблочных 3D-радаров определение трёх координат достигалось применением двух отдельных радаров, один из которых определял дальность и азимут, другой — высоту. У таких радаров были ограничены возможности поиска, так как высота определялась только для одной из целей, обнаруженных основным поисковым радаром.

## Техника

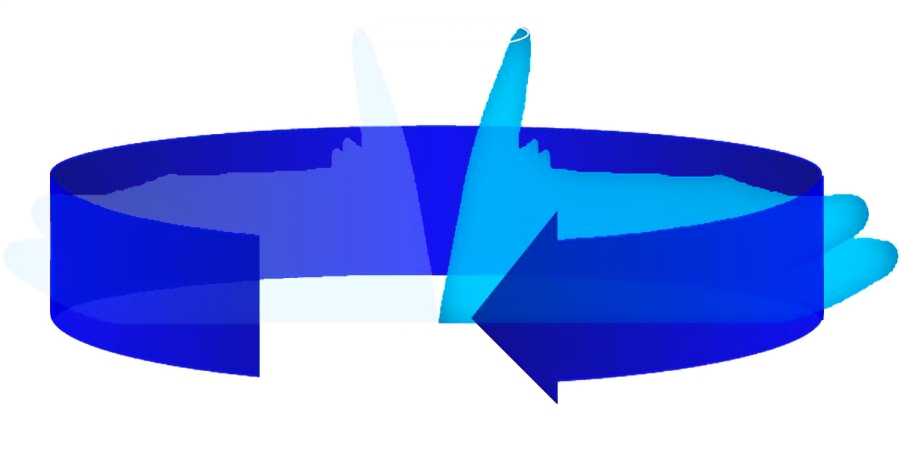
Схема типичной диаграммы направленности 2D-радара с вращающейся антенной

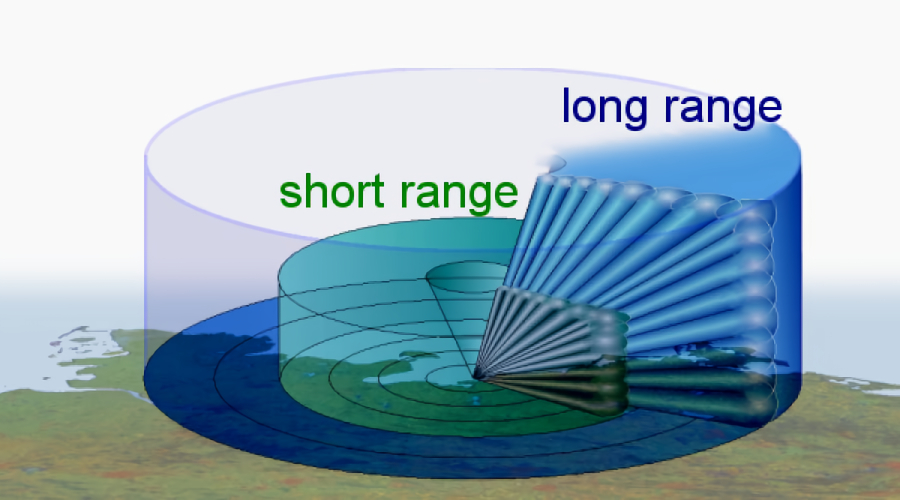
Диаграмма направленности типичного трехкоординатного радара, который обеспечивает разумное сочетание вертикального электронного управления лучом и механического горизонтального движения остронаправленного луча

РЛС с управляемым лучом направляют узкий луч по шаблону сканирования для создания трехмерного изображения. Примером таких радаров служитдоплеровский метеорологический радар NEXRAD (в котором используется параболическая тарелка) и радар с пассивной фазированной решеткой и электронным сканированием AN/SPY-1, используемый ракетными крейсерами типа «Тикондерога» и другими кораблями, оснащенными боевой информационной системой «Иджис».
Радары с комбинированным лучом излучают и/или принимают несколько лучей под двумя или более углами места. Сравнивая относительную силу отражений от каждого луча, можно определить высоту цели. Примером многолучевого радара является радар контроля за воздушным движением.

## Радиолокационное определение угла места
Сравнивая трёхкоординатные РЛС с более простыми и широко распространёнными двухкоординатними, которые определяют одновременно дальность и азимут, можно считать, что 3D-РЛС представляют собой 2D-РЛС с дополнительными средствами для определения угла места или высоты цели.
Существует несколько основных принципов определения угла места.

### РЛС с качающейся диаграммой направленности

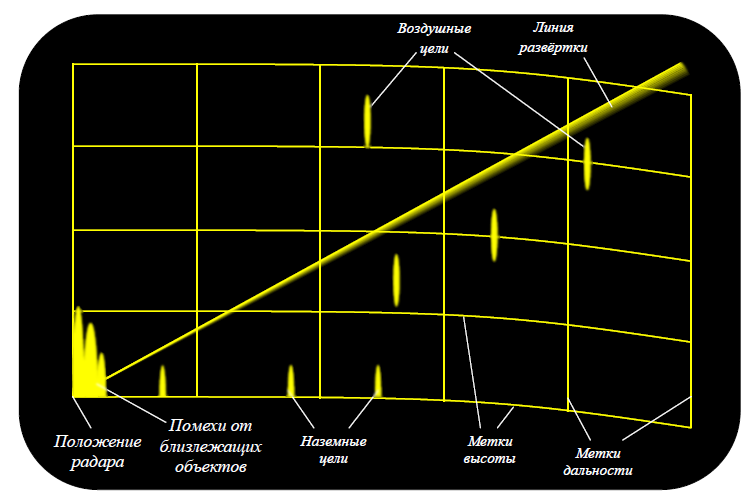
Индикатор дальность-высота

РЛС с качающейся в вертикальной плоскости диаграммой направленности были одними из первых РЛС для определения угла места. РЛС этого типа измеряет угол места простейшим методом — путем непрерывного механического качания всей антенной системы, причём диаграмма направленности антенны должна быть достаточной узкой по углу места. В результате при пересечении цели лучём образуются отметки эхо-сигналов, которые отображаются на индикаторе дальность—высота. Угол места или высота цели соответствует примерно середине вертикальной отметки и могут быть считаны с экрана индикатора.
Технически РЛС определения угла места является отдельной РЛС, однако в составе 3D-РЛС она должна работать совместно с 2D-РЛС обнаружения, которая обеспечивает определение азимута и дальности. Сопоставляя отметки о дальности от двух РЛС, можно сопоставить отметки целей от 2D-РЛС и РЛС определения угла места.

## Внешние ссылки
- CEA FAR 3D Radar. Дата обращения: 31 октября 2004. Архивировано из оригинала 13 августа 2004 года.
- ESR 360L 3D Surveillance Radar. Дата обращения: 16 мая 2006. Архивировано 23 сентября 2006 года.